# Шапошников, Георгий Христофорович
Георгий Христофорович Шапошников (18 февраля 1915, с. Майкоп — 26 ноября 1997, Санкт-Петербург) — советский и российский энтомолог, специалист по систематике тлей. Известен опытами по искусственной эволюции.

## Биография
Родился в Майкопе. Его отец Христофор Георгиевич Шапошников был известным натуралистом, энтомологом, первым директором Кавказского заповедника. В 1926 году Георгий Христофорович сопровождал известного специалиста по тлям А. К. Мордвилко по Кавказскому заповеднику. С 16 лет работал с составе экспедиций НИИ Агролесомелиорации, а позже был энтомологом Каучукпромхозе. С 1933 по 1938 год учился в Ленинградском сельскохозяйственном университете. В 1937 году был арестован, а в 1938 году его отец был расстрелян, после чего Георгий Христофорович получил отказ в поступлении в аспирантуру и был направлен на работу карантинным инспектором в Алтайский край. В конце 1940 года вернулся в Ленинград и с января по июнь 1941 работал лаборантом в Зоологическом институте АН СССР. С 1941 по 1944 годы призван в армию и воевал на Карельском, Западном и 1-м Белорусском фронте. С октября 1944 по ноябрь 1946 года являлся слушателем Военно-медицинской академии. В 1946 году возвращается на работу в Зоологический институт. В 1953 году защищает кандидатскую диссертацию. В 1967 году защищает докторскую диссертацию по эволюции тлей. В 1983 году вышел на пенсию.

## Научные достижения
Создал систему Aphidomorpha, которая была принята во всём мире и лишь недавно утратила свою актуальность. Внес существенный вклад в теорию видообразования. Был организатором 1-го международного афидологического симпозиума в Варшаве в 1981 году. На четвёртом симпозиуме был почётным гостем и сделал пленарный доклад по истории изучения тлей. Создал в Зоологическом институте коллекцию тлей, которая является одной из крупнейших в мире. Под его руководством защищено семь кандидатских диссертаций. Наибольшую известность Шапошникову принесли опыты по искусственному видообразованию у тлей.

## Награды
- Медаль «За трудовую доблесть»[2]
- Орден «Красной звезды»[2]
- Орден «Отечественной войны I степени»[2]

## Таксоны, названные в честь Шапошникова
В честь Геогрия Христофоровича Шапошникова названы несколько видов и родов, а также одно семейства тлей:
- Chaitophorus shaposhnikovi Mamontova, 1955
- Aphis shaposhnikovi Holman, 1987
- Brevicoryne shaposhnikovi Narzikulov, 1957
- Shaposhnikovia Kononova, 1976
- Shaposhnikoviella Mamontova, 1963
- Shaposhnikoviidae Kononova, 1976